# شلی وینترز
شلی وینترز (انگلیسی: Shelley Winters; زاده ۱۸ اوت ۱۹۲۰ – درگذشته ۱۴ ژانویهٔ ۲۰۰۶) هنرپیشه سینما و نویسنده اهل ایالات متحده آمریکا بود. وی بین سال‌های ۱۹۴۳ تا ۲۰۰۶ میلادی فعالیت می‌کرد.

## زندگی هنری
شلی وینترز هم مثل بسیاری از بازیگران هم دوره خود در مدرسه معتبر بازیگری «اکتورز استودیو» درس بازیگری خواند. مارلون براندو از هم کلاسی‌های او بود. او هنرپیشگی را از کلوپ شبانه‌ای در لندن آغاز کرد و سپس به سرعت به سالن‌های تئاتر نیویورک راه یافت و بعد به یکی از ستاره‌های‌هالیوود تبدیل گشت. او در سال ۱۹۷۲ برای حضور در فیلم «ماجراجویی‌های Posadon» کاندیدای دریافت جایزه اسکار شد. شروع فعالیت سینمایی با فیلم چه زنی! (کامینگز) به عنوان بازیگر در سال ۱۹۴۳ وینترز، بازیگر کلاسیک سینما در طول ۵۰ سال فعالیت سینمایی در تعداد زیادی فیلم، نمایش‌های صحنه و تلویزیونی ایفای نقش کرد. فیلم‌های مطرح وی عبارتند از: «جانی در خورشید»، «شب‌های یک شکارچی»، «لولیتا» و «الفی». او که در دهه ۷۰ سالگی خود به اندازه جوانی‌اش فعال بود در مجموعه تلویزیونی «روزین» نقش مادربزرگ «روزین» را برعهده داشت. وی در سال‌های آخر عمر، وینترز در نقشهای دوم و مکمل بازی کرد. شلی وینترز آخرین بار سال ۱۹۷۲ برای درام ماجراجویانه و فاجعه ای «جهنم زیر و رو» نامزد دریافت جایزه اسکار شد.

## درگذشت
شلی وینترز از ماه اکتبر ۲۰۰۵ در بیمارستان بستری بود. وی به خاطر مشکل قلبی خود تحت نظر مستقیم پزشکان بود. طی این مدت چند بار به او مرخصی کوتاه مدت داده شد تا به منزل بازگردد. او در روز دوشنبه ۱۴ ژانویهٔ ۲۰۰۶ در سن ۸۵ سالگی به دلیل حمله قلبی در بیمارستانی در منطقه بورلی هیلز درگذشت.

## زندگی خصوصی
از این هنرپیشه تنها یک دختر با نام ویتوریا از ازدواجش با ویتوریو گاسمن به جای مانده‌است.
همسر دوم: ویتوریو گاسمن (بازیگر) به مدت ۲ سال و همسر سوم: آنتونی فرانسیوزا (بازیگر) به مدت ۳ سال

## گزیده فیلمشناسی
- دختر مدل (۱۹۴۴)
- نیواورلئان (فیلم) (۱۹۴۷)
- مرد دوچهره (۱۹۴۷)
- رودخانه سرخ (۱۹۴۸)
- سرقت (فیلم ۱۹۴۸) (۱۹۴۸)
- گریه شهر (۱۹۴۸)
- گتسبی بزرگ (فیلم ۱۹۴۹) (۱۹۴۹)
- وینچستر ۷۳ (۱۹۵۰)
- مکانی در آفتاب (۱۹۵۱)
- اتاق مدیرعامل (۱۹۵۴)
- شب شکارچی (۱۹۵۵)
- چاقوی بزرگ (۱۹۵۵)

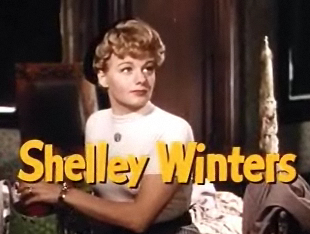

- خاطرات آنه فرانک (فیلم ۱۹۵۹) (۱۹۵۹)
- به فردا امیدی نیست (۱۹۵۹)
- وحشی‌های جوان (۱۹۶۱)
- لولیتا (۱۹۶۲)
- بالکن (فیلم) (۱۹۶۳)
- بی‌تفاوت‌ها (۱۹۶۴)
- تکه‌ای آبی (۱۹۶۵)
- هارپر (فیلم) (۱۹۶۶)
- الفی (۱۹۶۶)
- مادر خونین (۱۹۷۰)
- ماجرای پوزیدون (۱۹۷۲)
- الماس‌ها (۱۹۷۵)
- مستاجر (۱۹۷۶)
- ایستگاه بعدی، روستای گرینویچ (۱۹۷۶)
- اژدهای پیت (فیلم ۱۹۷۷) (۱۹۷۷)
- روزنگار سیاه (۱۹۷۷)
- مهمان (فیلم ۱۹۷۹) (۱۹۷۹)
- نیروی دلتا (فیلم) (۱۹۸۶)
- تصویر یک بانو (فیلم) (۱۹۹۹)
- بتمن (مجموعه تلویزیونی) (۱۹۶۶)
- مک‌کلاود (۱۹۷۴)
- کوجک (مجموعه تلویزیونی) (۱۹۷۸)
- پادشاه کولی‌ها (۱۹۷۸)
- الویس (فیلم ۱۹۷۹) (۱۹۷۹)
- آلیس در سرزمین عجایب (فیلم ۱۹۸۵) (۱۹۸۵)
- سکوت ژامبون‌ها (۱۹۹۴)
- وظیفه هیئت منصفه (۱۹۹۵)
- خانم مانک (۱۹۹۵)
- سنگین (۱۹۹۵)
- روزان (۱۹۹۱–۱۹۹۶)

## جوایز
جوایز و افتخارات وی عبارتند از:
| متن عنوان                    | متن عنوان | متن عنوان                                 | متن عنوان |
| ---------------------------- | --------- | ----------------------------------------- | --------- |
| خاطرات آنه فرانک (فیلم ۱۹۵۹) | ۱۹۵۹      | جایزه اسکار بهترین بازیگر نقش مکمل زن     | برنده     |
| تکه‌ای آبی                    | ۱۹۶۵      | جایزه اسکار بهترین بازیگر نقش مکمل زن     | برنده     |
| مکانی در آفتاب               | ۱۹۵۱      | جایزه اسکار بهترین بازیگر نقش دوم         | نامزدشده  |
| ماجرای پوزیدون               | ۱۹۷۲      | جایزه اسکار بهترین بازیگر نقش دوم         | نامزدشده  |
|                              | ۱۹۷۲      | جایزه گلدن گلاب بهترین بازیگر نقش مکمل زن | برنده     |
|                              | ۱۹۶۴      | جایزه امی                                 | برنده     |